# Лубни (футбольний клуб)
Футбольний клуб «Лубни» — український аматорський футбольний клуб з міста Лубен Полтавської області. Заснований у 1985 році.
Учасник трьох розіграшів чемпіонату України серед аматорів, учасник розіграшу Третьої ліги України з футболу.
Клуб зник з футбольної мапи України у 2001 році, проте вже у 2003 році був відновлений, після чого продовжив свої виступи у першості та кубку Полтавської області.

## Історія
Футбольна команда заснована у 1985 році під назвою «Сула» на базі команди військової частини «Зірка» (Лубни).

## Історія назв
- 1985—2001, 2009 (з червня по листопад) — «Сула»
- 2003—2009 (з січня по червень), 2010 — наш час — «Лубни»

## Всі сезони в незалежній Україні
| Сезон   | Чемпіонат     | Чемпіонат | Чемпіонат | Чемпіонат | Чемпіонат | Чемпіонат | Чемпіонат | Чемпіонат | Кубок        | Кубок | Кубок | Кубок | Кубок | Кубок | Кубок | Примітка |
| Сезон   | Ліга          | Місце     | І         | В         | Н         | П         | М         | О         | Етап         | І     | В     | Н     | П     | М     | О     | Примітка |
| ------- | ------------- | --------- | --------- | --------- | --------- | --------- | --------- | --------- | ------------ | ----- | ----- | ----- | ----- | ----- | ----- | -------- |
| 1992/93 | ЧУ серед КФК1 | 8 з 14    | 26        | 9         | 7         | 10        | 27−32     | 25        |              |       |       |       |       |       |       | «Сула»   |
| 1993/94 | ЧУ серед КФК2 | 2 з 15    | 28        | 15        | 9         | 4         | 43−24     | 39        | 1/32 фіналу  | 2     | 0     | 1     | 1     | 3−7   | 1     | «Сула»   |
| 1994/95 | Третя         | 19 з 22   | 42        | 7         | 7         | 28        | 24−33     | 28        | 1/128 фіналу | 1     | 0     | 0     | 1     | 0−3   | 0     | «Сула»   |
| 1998/99 | ЧУ серед КФК3 | 10 з 10   | 18        | 1         | 2         | 15        | 6−14      | 5         | 1/16 фіналу  | 1     | 0     | 0     | 1     | 0-3   | 0     | «Сула»   |
| Всього  | Всього        | 4 сезони  | 96        | 32        | 25        | 57        | 100−103   | 74        | 3 сезони     | 4     | 0     | 1     | 3     | 3−13  | 1     |          |

1. зона 4
2. зона 3
3. група 3

## Досягнення
- Срібний призер чемпіонату України серед аматорів (1): 1993/94 (зона 3)
- Чемпіон Полтавської області (1): 1983
- Срібний призер Полтавської області (3): 1982, 2005/06, 2011
- Бронзовий призер Полтавської області (3): 1993/94, 2006/07, 2007
- Срібний призер Другої ліги Полтавської області (1): 1995/95
- Володар Кубка Полтавської області (8): 1987, 1989, 1990, 1991, 1997/98, 2000/01, 2005/06, 2006/07
- Фіналіст Кубка Полтавської області (4): 1988, 1992/93, 1993/94, 2004/05